# Освобождённый Дон Кихот (мультфильм)
«Освобождённый Дон Кихот» — советский кукольный мультфильм 1987 года по мотивам одноимённой пьесы А. В. Луначарского. Последний мультфильм Вадима Курчевского.

## Сюжет
Дон Кихот и его спутник Санчо Панса перенесены автором во времена гражданской войны, чтобы показать, как меняются понятия о добре и зле в смутное время.

## Художественные особенности
- В мультфильме не произносится ни одного слова, кроме вступления рассказчика: «Это грустная история о славном рыцаре Дон Кихоте и о его верном оруженосце Санчо Панса, о злом герцоге и лукавых придворных, о восставшем народе, и о том, как иногда Доброта может обернуться непоправимым Злом».

## Создатели
- Авторы сценария: В. Кернике, Вадим Курчевский
- Кинорежиссёр — Вадим Курчевский
- Художники-постановщики: Аркадий Мелик-Саркисян, Марина Курчевская
- Композитор — Шандор Каллош
- Кинооператор — Сергей Хлебников
- Звукооператор — Владимир Кутузов
- Художники-мультипликаторы: Татьяна Молодова, Роман Митрофанов, Ирина Собинова-Кассиль, Сергей Косицын, Ольга Панокина, Лидия Маятникова
- Куклы и декорации изготовили: Владимир Аббакумов, Олег Масаинов, Нина Молева, Марина Чеснокова, Наталия Барковская, Михаил Колтунов, Анна Ветюкова, Виктор Гришин, Валерий Петров, Лилианна Лютинская, Наталия Гринберг, Владимир Конобеев, А. Уткин, Светлана Знаменская
- Монтажёр — Надежда Трещёва
- Редактор — Раиса Фричинская
- Директор съёмочной группы — Григорий Хмара

## Видеоиздания
- Мультфильм выпускался на DVD в сборнике мультфильмов «Masters of Russian Animation Volume 4».[1]